# Николо-Волосовский монастырь
Николо-Волосов(ский) монастырь — православный женский монастырь Владимирской епархии Русской православной церкви, расположенный в селе Волосово Собинского района Владимирской области.

## История
Монастырь основан в XV веке как мужской. Впервые упоминается в писцовой книге 1498/1499 годов. Согласно справке настоятеля монастыря, составленной в 1781 году по рассказам «окрестных старожителей», «место, где теперь монастырь, лежало впусте близ сухого болота, где вырастали кочки, обраставшие травою, называемою волосатик, между теми кочками якобы явился образ Николая Чудотворца, почему-де как церковь перенесена на то кочковатое место, тогда ж так и являемый образ Николая Чудотворца в оной церкви поставлен… и оттуда монастырь называется Волосов». По преданию, образ святителя Николая неоднократно покидал храм и «являлся на дереве висящим на волосах».
В первые годы своего существования в монастыре принимали постриг жители ближней и дальней округи чаще всего сравнительно невысокого статуса. Ситуация стала меняться когда постриженник и бывший игумен данного монастыря Иона в 1511 году стал начала приближённым митрополита Варлаама в Москве, затем настоятелям Юрьева монастыря в Новгороде, а с 1522 года — епископом Рязанским. Будучи Юрьевским архимандритом, Иона принял самое активное участие в возведении в обители Никольской церкви: подготовительные работы — изготовление кирпича — начались 12 мая 1517 года, а строительство которой велось со 2 мая 1518 по 9 сентября 1519 года. 2 октября 1519 года храм был освящён. С 1520-х годов монастырь начинает привлекать к себе служилых землевладельцев,
правда, не слишком высокого статуса.
Кирпичный собор Николая Чудотворца был заменён существующим в начале XVIII века.
В первой половине XVIII столетия обитель была упразднена, но в 1775 году была возобновлена. Тогда в Николо-Волосов монастырь были переведены иноки Царе-Константиновской обители.
В 1877 году обитель приписана к Боголюбскому монастырю, все имущество обители было переведено в Боголюбский монастырь.
В 1909 году монастырь обращён в женский. При обители существовала водяная мельница на реке Колочке.
Монастырь вновь открыт в 1993 году. Настоятельница монастыря — Евфимия (Ромашова). Рядом с обителью обустроен святой источник Святителя Николая.

## Строения монастыря
- Собор Николая Чудотворца (1727)
- Надвратная церковь Покрова Пресвятой Богородицы (1763)
- Шатровая церковь Сергия Радонежского (ок. 1652)

К монастырю приписана церковь Тихвинской иконы Божией Матери в деревне Чурилово.
Другие сохранившиеся с царского времени сооружения монастыря: келейный корпус, сторожка, две башни, стены ограды.